# Риу-Бранку-ду-Сул
Риу-Бранку-ду-Сул (порт. Rio Branco do Sul) — муниципалитет в Бразилии, входит в штат Парана. Составная часть мезорегиона Агломерация Куритиба. Входит в экономико-статистический микрорегион Куритиба. Население составляет 30 671 человек на 2006 год. Занимает площадь 814,361 км². Плотность населения — 37,7 чел./км².

## Статистика
- Валовой внутренний продукт на 2003 год составляет 399 581 099,00 реалов (данные: Бразильский институт географии и статистики).
- Валовой внутренний продукт на душу населения на 2003 год составляет 13 292,34 реалов (данные: Бразильский институт географии и статистики).
- Индекс развития человеческого потенциала на 2000 год составляет 0,702 (данные: Программа развития ООН).